# Carcinoma anaplastico della tiroide
Il carcinoma anaplastico della tiroide è la neoplasia tiroidea che ha il comportamento biologico caratterizzato da maggiore aggressività e malignità.
Non è frequente, rappresentando circa il 2% delle neoplasie maligne tiroidee, però causa oltre il 40 % dei decessi conseguenti a tumori tiroidei.

## Caratteristiche biologiche
L'insorgenza è tipica dei soggetti anziani, in genere già portatori di altre lesioni neoplastiche tiroidee di tipo papillare o follicolare clinicamente silenti. Si ritiene che si verifichi una progressiva sdifferenziazione della neoplasia tiroidea provocata da varie mutazioni geniche che sono rappresentate principalmente dal protooncogene RET e BRAF per il carcinoma papillifero, dai geni RAS (K-RAS, H-RAS ed N-RAS) per il carcinoma follicolare e dalla mutazione del gene oncosoppressore p53 che caratterizza il carcinoma anaplastico.
Quando, per fenomeni collegati alla senescenza, la cellula neoplastica già portatrice delle mutazioni RET, BRAF o RAS che la caratterizzano come carcinoma papillare o follicolare, in genere a basso grado di malignità, acquisisce anche la mutazione del gene oncosoppressore p53, essa assume tutti i caratteri del carcinoma anaplastico con la sua notevolissima malignità.
Il gene oncosoppressore p53 codifica una proteina che controlla l'integrità del genoma, inibendo la crescita cellulare ed inducendo apoptosi. La mutazione del gene 53 rende vano questo meccanismo di controllo, per cui la cellula neoplastica acquisisce le caratteristiche di proliferazione incontrollata, resistenza all'apoptosi, angiogenesi, evasione del fenomeno della senescenza cellulare, invasione e metastasi e resistenza ai segnali anti-proliferativi che e decretano la conversione a carcinoma ad altissima malignità.
Il fenomeno di sdifferenziazione dei tumori tiroidei può richiedere molti anni per realizzarsi e ciò dà ragione al limite cut-off di 45 anni di età, che viene utilizzato per distinguere le forme a basso rischio da quelle ad alto rischio dei tumori tiroidei differenziati, essendo, col passare degli anni, più probabile il passaggio da una forma differenziata ad una scarsamente differenziata oppure anaplastica.

## Presentazione clinica
In genere si presenta in pazienti con precedenti patologie tiroidee, a volte misconosciute, tende facilmente ad invadere le strutture vicine come la trachea o l'esofago ed a dare metastasi a distanza, particolarmente al polmone, alle ossa ed all'encefalo.
La sopravvivenza a cinque anni è minore del 10% e spesso la sopravvivenza dalla diagnosi, che avviene già in presenza di metastasi a distanza, è solo di pochi mesi.
A livello locale si presenta come una massa di rapido accrescimento che può determinare disfagia, grave dispnea, tosse, dolore al collo, spesso accompagnata da importanti metastasi latero-cervicali Da non trascurare, vista la rapidità di metastasi, il fatto che la prima presentazione clinica può essere legata ai sintomi delle metastasi polmonari, ossee od encefaliche.

## Diagnosi
La diagnosi è istologica e si basa sul risultato dall'agoaspirato tiroideo (FNAB); metodiche di imaging biomedico (ecografia, tomografia computerizzata, risonanza magnetica), possono essere utili a definire l'estensione della malattia ed il coinvolgimento delle strutture vicine, mentre la tomografia ad emissione di positroni (PET) con 18 F-fluorodesossiglucosio consente di individuare tutte le localizzazioni a distanza, frequenti e precoci.

## Stadiazione
Nel sistema TNM il carcinoma tiroideo anaplastico viene sempre considerato T4, rispettivamente T4a se operabile, T4b se inoperabile. In conseguenza di ciò il carcinoma anaplastico viene sempre considerato di stadio IV, rispettivamente IVa se si tratta di tumore operabile in assenza di metastasi a distanza (T4a ogni N, M0), IVb se si tratta di tumore inoperabile in assenza di metastasi a distanza (T4b, ogni N, M0), IVc se si tratta di tumore, operabile o meno, in presenza di metastasi a distanza (ogni T, ogni N, M1).

## Terapia
La terapia è spesso solo palliativa e si basa sulla tiroidectomia totale, che ha lo scopo di prevenire la morte per soffocamento, sulla tracheotomia qualora tale rischio si presenti comunque, sulla radioterapia palliativa. Non essendo il carcinoma anaplastico captante lo iodio, la terapia radiometabolica non sortisce alcun risultato. La chemioterapia viene usata allo scopo di rallentare la progressione della malattia; l'agente chemioterapico più efficace sembra essere la doxirubicina, da sola od in associazione col cisplatino. Sono in corso studi per valutare l'efficacia della combretastatina, un inibitore della angiogenesi estratto dalla pianta di Combretum caffrum.